# Al Kuwait Sports Club Stadium
Al Kuwait Sports Club Stadium – wielofunkcyjny stadion w stolicy Kuwejtu, mieście Kuwejt (w dzielnicy Kaifan). Może pomieścić 18 500 widzów. Swoje spotkania na stadionie rozgrywają piłkarze klubu Kuwait SC.